# سوپر جام فوتبال مالت
 سوپر جام فوتبال مالت  
(به مالتی: BOV Super Cup) مسابقه‌ای است که سالانه مابین قهرمان لیگ برتر فوتبال مالت و قهرمان جام حذفی فوتبال مالت کشور مالت برگزار می‌شود.
باشگاه فوتبال والتا با ۹ قهرمانی پرافتخارترین تیم این سری مسابقات به حساب می‌آید.

## پرافتخارترین باشگاه‌ها
| باشگاه           | قهرمانی |
| ---------------- | ------- |
| والتا            | ۹       |
| هامرون اسپارتانس | ۵       |
| بیرکیرکارا       | ۵       |
| اسلیما واندررز   | ۳       |
| هیبرنیانس        | ۲       |
| رابات آژاکس      | ۲       |
| فلوریانا         | ۱       |